# Patrik Žitný
Patrik Žitný (21 gennaio 1999) è un calciatore ceco, centrocampista del Mladá Boleslav.

## Caratteristiche tecniche
È un centrocampista offensivo.

## Carriera

### Club
Cresciuto nel settore giovanile del Teplice, ha esordito in prima squadra il 17 febbraio 2018 in occasione dell'incontro di 1. liga perso 2-1 contro il Jablonec.

### Nazionale
Ha giocato nelle nazionali giovanili ceche Under-19 ed Under-21.

## Statistiche
Statistiche aggiornate al 27 maggio 2023.

### Presenze e reti nei club
| Stagione        | Squadra         | Campionato      | Campionato | Campionato | Coppe nazionali | Coppe nazionali | Coppe nazionali | Coppe continentali | Coppe continentali | Coppe continentali | Altre coppe | Altre coppe | Altre coppe | Totale | Totale | Totale |
| Stagione        | Squadra         | Comp            | Pres       | Reti       | Comp            | Pres            | Reti            | Comp               | Pres               | Reti               | Comp        | Pres        | Reti        | Pres   | Reti   |        |
| --------------- | --------------- | --------------- | ---------- | ---------- | --------------- | --------------- | --------------- | ------------------ | ------------------ | ------------------ | ----------- | ----------- | ----------- | ------ | ------ | ------ |
| 2017-2018       | Teplice         | 1L              | 10         | 4          | CRC             | 0               | 0               |                    | -                  | -                  |             | -           | -           | 10     | 4      |        |
| 2018-2019       | Teplice         | 1L              | 29         | 2          | CRC             | 2               | 0               |                    | -                  | -                  |             | -           | -           | 31     | 2      |        |
| 2019-2020       | Teplice         | 1L              | 30         | 4          | CRC             | 2               | 1               |                    | -                  | -                  |             | -           | -           | 32     | 5      |        |
| 2020-2021       | Teplice         | 1L              | 25         | 3          | CRC             | 3               | 0               |                    | -                  | -                  |             | -           | -           | 7      | 1      |        |
| 2021-2022       | Teplice         | 1L              | 7          | 0          | CRC             | 0               | 0               |                    | -                  | -                  |             | -           | -           | 7      | 0      |        |
| Totale Teplice  | Totale Teplice  | Totale Teplice  | 101        | 13         |                 | 7               | 1               |                    | -                  | -                  |             | -           | -           | 108    | 14     |        |
| 2022-2023       | Mladá Boleslav  | 1L              | 15         | 0          | CRC             | 2               | 0               |                    | -                  | -                  |             | -           | -           | 17     | 0      |        |
| Totale carriera | Totale carriera | Totale carriera | 116        | 13         |                 | 9               | 1               |                    | -                  | -                  |             | -           | -           | 125    | 14     |        |